# HVS 4
HVS4 (SDSS J091301.0+305120, USNO-A2.0 1200-06254578) — гиперскоростная звезда в созвездии Рака. 
Считается, что звезда была выброшена в результате взаимодействия с чёрной дырой в центре нашей Галактики около 130 миллионов лет назад. Теперь HVS 4 удаляется от центра Галактики со скоростью чуть менее 600 км/с и, таким образом, больше не является гравитационно связанной с Млечным Путём. Предположительно, HVS4 является звездой спектрального класса B8. Такое предположение позволяет оценить расстояние до звезды, равное 61 килопарсеку (около 200 000 световых лет).
Открытая в 2006 году Брауном и коллегами, звезда стала четвёртой известной гиперскоростной звездой. Всего с 2005 года по июль 2010 года было обнаружено 16 подобных звёзд. Астрономы предполагают, что наблюдения за высокоскоростными звёздами позволят получить сведения о распределении тёмной материи в Млечном Пути, поскольку ожидается, что она оказывает влияние на траекторию движения звёзд.